# Nora Cundell
Nora Lucy Mowbray Cundell, née le 20 mai 1889 à Londres (Royaume-Uni) et morte le 3 août 1948 dans la même ville, est une peintre britannique de personnages, fleurs, et paysages, à l’huile et à l’aquarelle.

## Biographie

### Jeunesse et formation

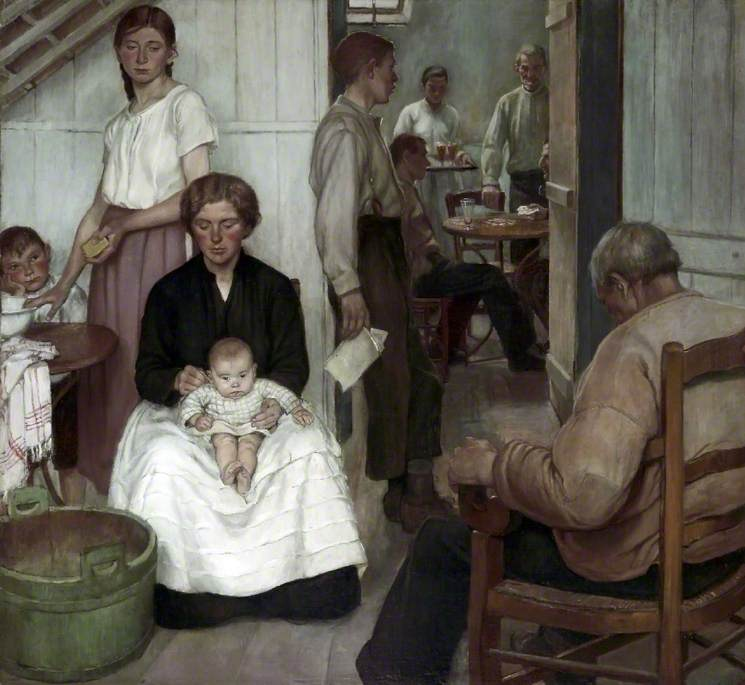
The Back Parlour, Hôtel Ioos, Étaples, France.

Nora Cundell est la petite-fille de l'artiste anglais Henry Cundell. Elle a fréquenté la Blackheath School of Art et le Westminster Technical Institute, où elle a eu Walter Sickert en professeur. Cundell a étudié à temps partiel à la Slade School of Fine Art de 1911 à 1914, puis à nouveau en 1919. Elle y remporte le prix Melvill Nettleship pour la composition de personnages en 1914.

### Carrière professionnelle
En 1925, Nora Cundell présente sa première exposition personnelle à la Redfern Gallery de Londres. Sa peinture Maggie été exposée au salon de l'Académie des Beaux-Arts de Paris en 1929.
En 1930, Cundell faisait partie des membres fondateurs de la Société nationale des peintres, sculpteurs et graveurs. Elle se rend régulièrement en Amérique et peint notamment des portraits d'amérindiens et des paysages de l'Arizona et du Colorado. Ses sujets de prédilection sont entre autres le Marble Canyon et les falaises de Vermillion.
Elle a écrit et illustré le livre Unsentimental Journey paru en 1940, dans lequel elle décrit ses voyages solitaires en Amérique, la conduisant d’un océan à l’autre, entrecoupés d’arrêts pour chasser à cheval ou voir un rodéo,. Parmi ses peintures de ces voyages figurent Madonna of the Painted Desert et Badger Creek Rapids, qui montre un tronçon du fleuve Colorado, toutes deux exposées à la Royal Academy en 1936.
Cundell est exposée régulièrement à la Royal Academy et au New English Art Club. Sa peinture de 1922, Smiling Women, figure dans la collection des musées Tate.
Cundell vécut quelque temps à Dorney, près de Windsor.

### Mort
Nora Cundell meurt à Londres en 1948, et ses cendres sont dispersées près de Lee's Ferry, en Arizona. Une exposition commémorative a eu lieu en 1949 dans les galeries de la Royal Society of British Artists à Londres.